# 德国联邦铁路215型柴油机车
德国联邦铁路215型柴油机车（德語：DB-Baureihe 215）是德国联邦铁路及后续德国铁路所使用的一款四轴液力传动柴油机车，主要用于中等重量的支线铁路客运及货运服务。
在德铁货运完成对这些机车的收购后，它们被重定型为225型。

## 历史
215型机车是德国联邦铁路在短时间内采购衍生自V160型机车的型号，与其它V160系列机车相比所不同的是其仍然配备蒸汽供暖发生器。它们在研发阶段的旧型号方案中被定型为V163型，这些机车本该可以在随后改造为218型。为此，它们获得了比V160型机车还要长400毫米的车身，而其它在此之前只能作为现有型号的原型机。生产215型机车的主要原因是218型机车在当时还未进入批量生产阶段，但德国联邦铁路急于替换现有剩余的蒸汽机车。从1968年至1970年，德国各大机车制造商共生产了150台215型机车。
在10台试产机车之后是140台量产机车，其中除了215 071号至093号机车外，其它量产机车均搭载了一台功率为1,900匹马力的16缸发动机，这与216型机车的发动机类似。而215 071号至093号机车则与试产机车一样搭载了由MAN集团生产的MA 12 V 956 TB10型发动机，后来又转变为MTU发动机。
至1980年代中期，搭载12缸V型发动机的机车都在车顶加装了排气罩。他们可以加速废气的排放和偏移，从而使那些在车顶上设有进气口的空调客运车厢避免废气或异味对乘客造成的滋扰。同时，排气罩也能达致其它的效用：热量高达280℃的废气得以呈V状绕过架空电缆排出，从而避免了架空电缆结垢和过度膨胀。此外，它还能降低热颗粒排放物对路基火灾造成的隐患。在另一方面，这些机车也都加装了气动门锁和用于自动调节制动活塞冲程的制动杆调节器。
自2000年起，机车开始全面退役。而在2001年至2003年间有68台机车获得了重建，它们均使用新的型号标识225型。

## 技术

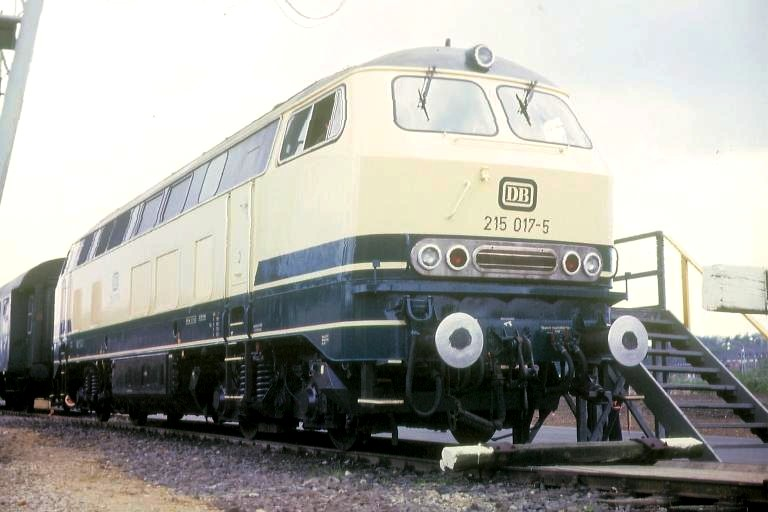
采用海蓝色+米色涂装的215 017号机车

215型机车设有一台带有回动齿轮的柴油液力传动变速器。它是通过设于万向轴中部的齿轮对两副两轴转向架进行传动。因此需要依靠两副转向架中的每个车轴齿轮箱带动所有的转轴。回动齿轮则允许机车进行换向。
10台试产机车是在1968年至1969年间由克虏伯生产，并搭载有MAN集团提供的、牵引功率为2,500匹马力的MA 12 V 956 TB10型发动机。215 011号至070号以及215 094号至150号机车配备的是与216型机车相同、功率较弱但更可靠的MTU MB 16 V 652 TB型发动机（1,900匹马力）；而另一方面，215 071号至093号机车则采用了更为强大的发动机，并被归纳为MTU MA 12 V 956 TB 10型。在客运列车服务中，有机车内置的OK 4616型蒸汽供暖发生器可用，后者还可额外为机械设备进行预热和保暖。对机车进行改造并转变为218型机车的方案始终没有实现，这是因为高昂的成本而被搁置。唯一的例外是215 112号机车，它在一次事故损毁后被重建为218 399号机车。215 030号至032号机车在1974年配备了柴电动力的供暖装置，但它们并没有被转变为218型机车。其辅助电机仅用作启动空气压缩机和为蓄电池充电，因此它不设有外部电源接口。

## 运用
215型机车可以被用做任何类别的列车服务。其重点主要分布在艾菲尔铁路、下莱茵地区以及从巴登-符腾堡一直延伸到博登湖沿岸。机车的高光时刻是曾在1980年代牵引D216/217次“奥地利快车”（Austria-Express，克拉根福－格拉茨－克雷费尔德－阿姆斯特丹）在克雷费尔德至荷兰阿纳姆区间运行，这些服务由配备柴电供暖装置的030－032号机车担当。
215型机车最后的定期运用是担当德铁区域运输黑森分公司的客运列车服务至2003年4月。随后，它们仅在德铁区域运输莱茵兰分公司执行非定期运用，但在同年6月被售予了德铁汽车列车。
由德铁区域运输出售至原德铁货运的机车被重定型为225型。后者的蒸汽供暖发生器被拆除，并由预热和恒温装置所取代。为了平衡车身配重，它们还额外安装了压载物。这些改造大都在一次大修中完成。

## 特殊装备
纵观其历史，也有部分215型机车偶尔搭载过一些特殊设备，例如序列编号为023号至029号的机车便为了满足比利时国家铁路的运营需求而搭载了比利时的感应列车控制装置。030号至032号机车则试验性的配备了一个电力供暖装置（从而移除了蒸汽供暖发生器），这是由8V 331 TC 10型柴电发动机驱动。因此，动力的传输可以直接用于供暖系统，但与217型机车不同的是，这种动力无法同时用于驱动液力传动装置。在这些机车转变为225 030号至032号的型号标识期间，原柴电发动机已被移除，并用压载物所取代。由于机车此后仅用于货运，因此电力供暖装置已不再需要。同时，全部三台225 030号至032号机车被封存，并等待新的买主。

## 215.9型

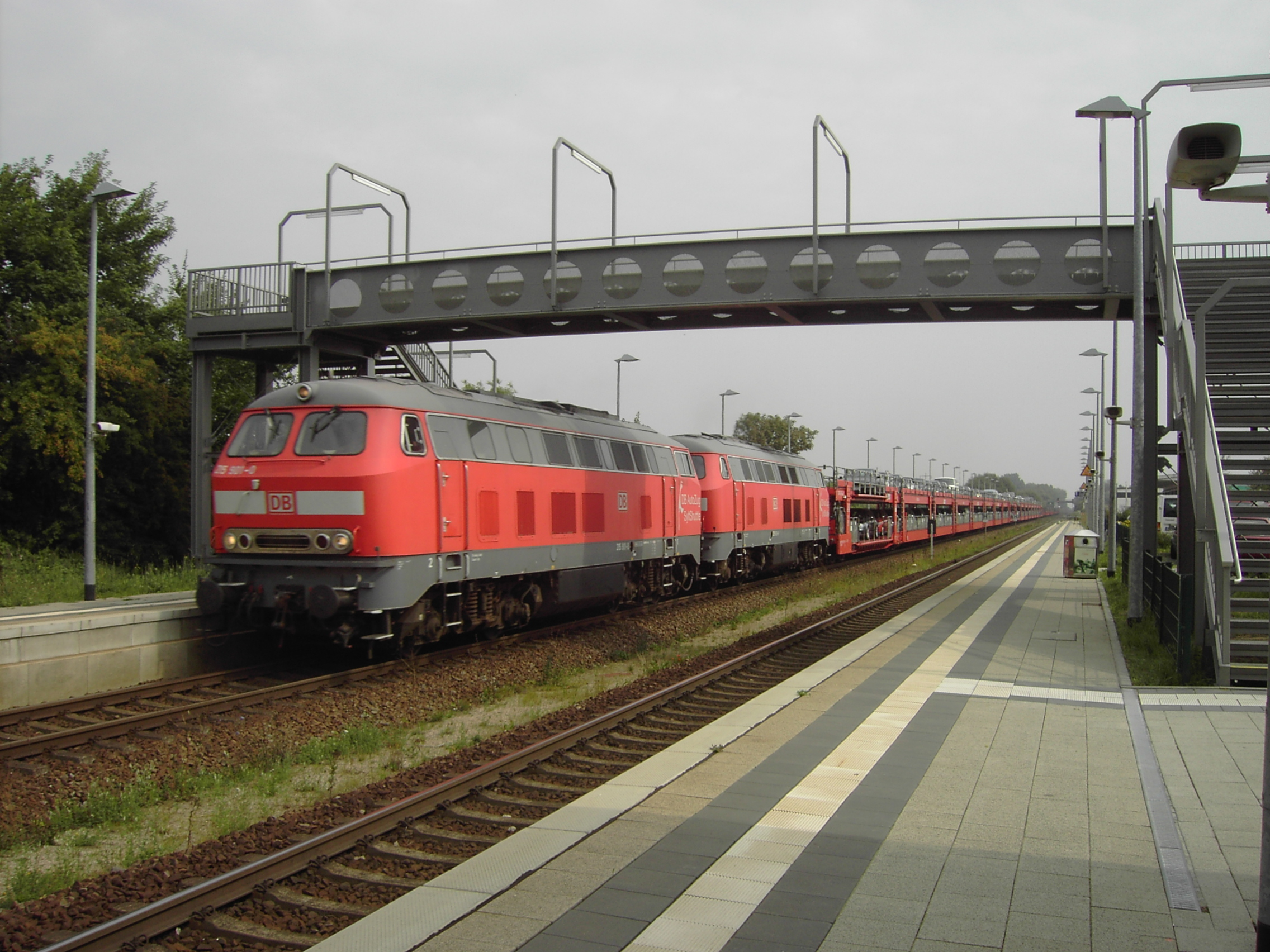
用于牵引叙尔特岛穿梭列车的双机重联215型机车

在2003年夏天，德铁汽车列车向德铁区域运输购入了18台215型机车，其中有14台进行了类似于225型机车的改造，并重定型为215.9型。另外4台机车则被用来作为备件源。这批机车原计划采用的型号标识225.9型被摒弃，因为215型机车已从服务中退役，原型号标识得以留空。
蒸汽供暖所需的加热锅炉和给水箱被拆除，与此相反的是安装了一个预热器和一个压载物。发动机被保留在车辆中，油箱则进行了容量改造，从而可以贮存最多2,700升柴油和650升取暖油。同时，机车还配备了用于数码铁路通信的GSM-R以及带有自动化制动杆调节器的新转向架。
215.9型机车被指定用于叙尔特岛穿梭列车，这主要是牵引人车同行班次往返于尼比尔及韦斯特兰 (德国)之间。这款机车的运用在2008年结束。自2008年3月起，机车被推迟中修，并最终在同年9月封存。215 901号机车作为最后一台可工作的机车，在2008年9月11日和12日完成了最后一次运行，它负责把另外4台215.9型机车从韦斯特兰无火回送至开姆尼茨。这些机车在当地将停放于德国铁路的车间内直至被回收拆解。

## 现状
许多215型机车在转化为225型机车后仍在继续使用（截至2012年）。225 086号机车在2011年被售予了艾菲尔铁路运输公司（Eifelbahn Verkehrsgesellschaft，简称）的子公司莱茵铁路有限公司（Rheinische Eisenbahn GmbH）,并恢复至原始出厂状态。它仍旧使用215 086号的机车标识。215 049号机车则被奥伯豪森传统蒸汽机车协会所保有。